# Ciutat Esportiva Dani Jarque
La Ciutat Esportiva Dani Jarque és un complex esportiu propietat del RCD Espanyol situat a Sant Adrià de Besòs. És conegut popularment amb el nom de Sadrià, joc de paraules que surt de combinar el nom del municipi amb el de l'antic estadi de Sarrià.

## Història i descripció
Situada als antics terrenys de Can Serra, entre la ronda del Litoral, la rambla de Guipúscoa, l'autopista de Mataró i la via del ferrocarril, va ser inaugurada l'11 de setembre de 2001.
Té 6 ha de superfície, amb dos camps de gespa natural i un de gespa artificial, que inclou quatre camps de futbol-7. La tribuna del camp principal té 1.200 seients. A l'entrada hi ha una estàtua dedicada al futbolista Daniel Jarque i González.